# Edinburgh Medical School
Die Edinburgh Medical School (auch als University of Edinburgh Medical School bekannt) ist das medizinische Institut der University of Edinburgh. Etabliert wurde es während der schottischen Aufklärung im Jahre 1726 und ist somit eines der ältesten medizinischen Institute der englischsprachigen Welt.
Die Edinburgh Medical School befindet sich kontinuierlich auf Platz eins der Unirankings in Schottland. Landesweit belegt sie im Guardian Uniranking und dem Times University Guide Ranking Platz drei hinter der Universität Oxford und der Universität Cambridge. Das dazugehörige Universitätskrankenhaus Royal Infirmary of Edinburgh wird regelmäßig zum besten Krankenhaus Schottlands gewählt.
Das Institut brachte mehrere Empfänger des Nobelpreises hervor, unter anderem einige Gewinner des Nobelpreises für Physiologie oder Medizin (z. B. Peter Doherty und Robert Edwards) und einen Gewinner des Nobelpreises für Chemie (Fraser Stoddart im Jahr 2016). Des Weiteren diente Alexander Fleming, Entdecker des Antibiotikums Penicillin, ab 1951 drei Jahre lang als Rektor. Charles Darwin studierte dort ebenfalls zwei Jahre, bevor er nach England zog.
Abgänger der Edinburgh Medical School gründeten auf der gesamten Welt weitere Universitäten und medizinische Institute, wie zum Beispiel fünf der sieben Ivy League Medical Schools (Yale, Pennsylvania, Harvard, Columbia und Dartmouth), die Universität Sydney, die Sydney Medical School, die University of Melbourne Medical School, die McGill University Faculty of Medicine, das Robert Larner College of Medicine, die Universität Montreal Medizinische Fakultät, die Royal Postgraduate Medical School (heutige medical school des Imperial College London), die Universität Kapstadt, Birbeck, das Middlesex Hospital und die London School of Medicine for Women (heute Teil des University College London).

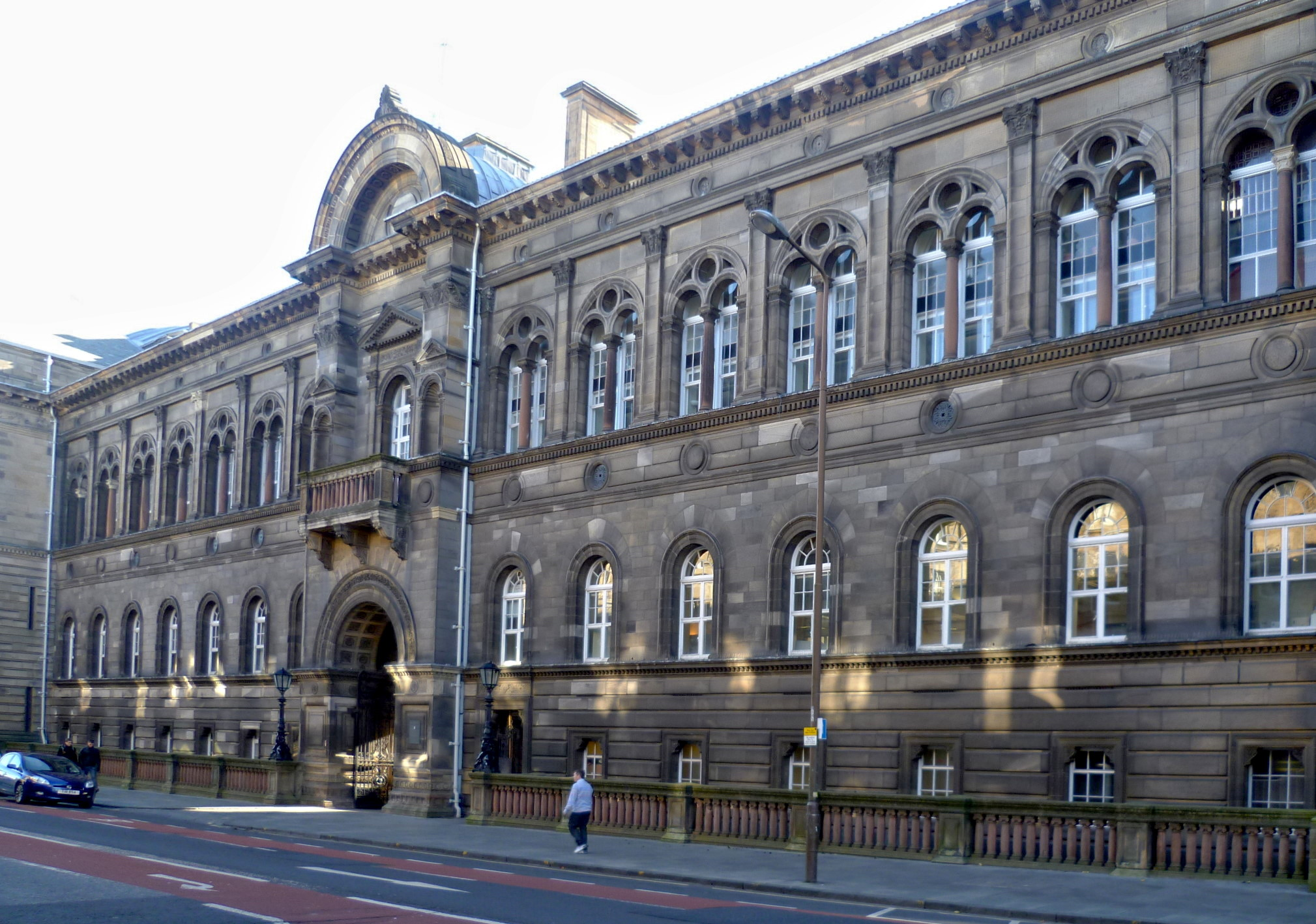
Die Edinburgh Medical School

## Forschungszentren
Die Edinburgh Medical School beherbergt insgesamt sieben Forschungszentren, einschließlich:
- Usher Institute of Population Health Sciences
- MRC Centre for Cognitive Ageing and Cognitive Epidemiology
- MRC Centre for Genetics and Molecular Medicine
- MRC Centre for Human Genetics
- MRC Centre for Inflammation Research
- MRC Centre for Public Health Research and Policy
- MRC Centre for Regenerative Medicine
- MRC Centre for Reproductive Health
- Wellcome Trust Centre for Cell Biology
- Wellcome Trust Clinical Research Facility
- BHF Centre for Cardiovascular Science
- Euan MacDonald Centre for Motor Neurone Disease
- Anne Rowling Regenerative Neurology Clinic (gespendet von Joanne K. Rowling[4])
- Edinburgh Cancer Research Centre[5]